# Донна (лунный кратер)
Кратер Донна (лат. Donna) — маленький вулканический кратер в восточной части Моря Спокойствия на видимой стороне Луны. Название присвоено по итальянскому женскому имени и утверждено Международным астрономическим союзом в 1979 г. 

## Описание кратера

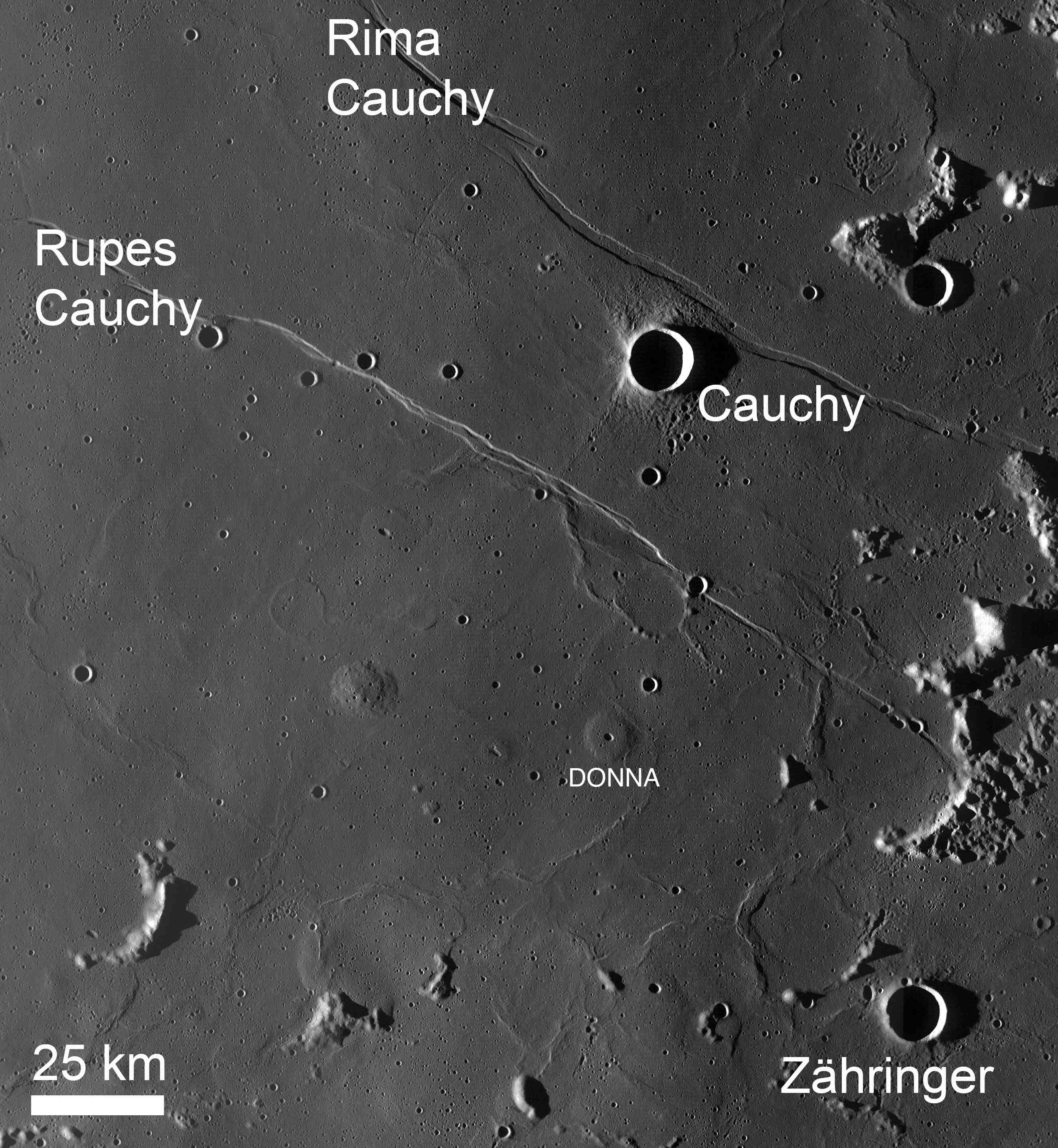
Окрестности кратера Донна. Снимок Lunar Reconnaissance Orbiter.

Ближайшими соседями кратера являются кратер Ариабхата на западе-юго-западе; кратер Коши на севере и кратер Церингер на юго-востоке. На севере от кратера Донна расположен уступ Коши, а за ним, далее к северу, борозда Коши.
Селенографические координаты центра кратера — 7°13′ с. ш. 38°18′ в. д. / 7,22° с. ш. 38,3° в. д., диаметр — 1,8 км, глубина — 360 м.
Кратер находится на вершине щитового вулкана Омега (ω) Коши. Высота вала над окружающей местностью достигает 70 м, объем кратера составляет приблизительно 0,3 км³. 
Местность вокруг щитового вулкана и кратера Донна сравнительно ровная, однако изобилует слабо различимыми останками древних кратеров и складками местности. На западе-северо-западе находится другой щитовой вулкан — Тау (τ) Коши, однако на его вершине нет вулканического кратера. 

## Сателлитные кратеры
Отсутствуют.